# Panda Security
Panda Security SL,fostă Panda Software,este o companie de securitate fondată în 1990 de Mikel Urizarbarrena în orașul Bilbao, Spania. Inițial bazat pe producția de software antivirus, compania și-a deschis domeniul de activitate pentru a include firewall, filtru de spam, detectare a aplicațiilor spyware, tehnologie de prevenire a criminalității informatice, precum și sistemul de management și alte unelte de securitate pentru întreprinderile și utilizatorii de acasă.

## Istoric
Compania a fost înființată în 1990 la Bilbao, Spania de Mikel Urizarbarrena. Sub acest brand, a devenit lider de piață în Spania în 1995 și a început extinderea pe plan internațional în 1996. Ea are în prezent vânzările directe prezente în 56 de țări printr-o rețea extinsă de filiale și francize. În anul 2007 compania și-a extins compania pe plan internațional, denumindu-se Panda Security.

## Produse

### Gratuite
- Panda Cloud Antivirus FREE

### Utilizatori pentru acasă
- Panda Antivirus Pro 2018
- Panda Internet Security 2018
- Panda Global Protection 2018
- Panda ActiveScan 2.0
- Panda Security for Linux
- Panda Dome Antivirus 2018

### Afaceri
- Panda Security for Enterprise
- Panda Security for Business
- Panda Managed Office Protection
- Panda Malware Radar
- Panda for Desktops
- Panda for File Servers
- Panda for Novell Servers
- Panda for Linux Servers
- Panda for Exchange Servers
- Panda for Domino Servers
- Panda for Sendmail
- Panda for Qmail
- Panda for Postfix
- Panda for Proxy Servers
- Panda for CVP Servers
- Panda for Commandline
- Panda for ISA Servers

## Vezi și
- Listă de companii dezvoltatoare de produse software antivirus comerciale